# أنور بنود
كان أنور بنود (1908–1979) ضابطا عسكريا سوريا شغل منصب رئيس أركان الجيش السوري من عام 1950 إلى عام 1951.اريد ان اصوب بعض المعلومات عن الوالد الصابط أنور بنود مع كمية من الوثائق تعوف لأول مرة ان سمحتم مشكورين.

## الحياة المهنية

### بداية الحياة المهنية
بدأ بنود حياته العسكرية في الأكاديمية العسكرية في دمشق. وبعد تخرجه في عام 1925، عمل ضابطا في جيش المشرق. كانت خدمته متميزة وترقى بسرعة في الرتب ليصبح عقيدا، الضابط السوري الوحيد الذي حقق تلك الرتبة في ظل الانتداب الفرنسي. في عام 1944 تم تعيين بنود مديرا لأكاديمية حمص العسكرية، حيث شجع الطلاب على التمرد ضد قوات الاحتلال الفرنسية.

### بعد الاستقلال
غادرت آخر القوات الفرنسية سوريا في عام 1946 واستعادت البلاد استقلالها، وانضم بنود إلى الجيش السوري المنشأ حديثا. عندما بدأت الحرب العربية الإسرائيلية عام 1948، انضم بنود إلى جيش الإنقاذ العربي تحت قيادة فوزي القاوقجي، وأصبح قائدا في الحرب. هزم السرب المدرع السوري الأول، تحت قيادة بنود، في منطقة سمخ، لكنه تمكن من الاحتفاظ بجسر بنات يعقوب ومستوطنات ميشمار هاياردن وميشمار هاغولان. عندما استقال القاوقجي من منصبه، حل محله بانود كقائد لجيش الإنقاذ في 26 أكتوبر 1948.
وألقى بانود باللائمة على القيادة المدنية في دمشق في الهزيمة في حرب عام 1948، وأيد الانقلاب العسكري لرئيس الأركان حسني الزعيم في مارس 1949 الذي أطاح بالرئيس شكري القوتلي. وعين بنود نائبا لرئيس الاركان. ومع ذلك، خاب أمله من قيادة الزعيم وشارك في انقلاب عسكري ضده في 14 أغسطس 1949. وبعد أربعة أشهر، دعم بنود، قائد حامية حلب في ذلك الوقت، أديب الشيشكلي في انقلاب ثالث على التوالي في ديسمبر 1949. وكمكافأة على ولائه، عين الشيشكلي، بينما فضل نفسه البقاء خلف الكواليس كنائب لرئيس الأركان، بنود رئيسا للأركان في 2 يناير 1950.
ومع ذلك، فقد أثارت شعبيته في الجيش شكوك الشيشكالي، وفصل بنود في 23 أبريل 1951، وتم نفيه تحت ذريعة منصب ملحق عسكري في السفارة السورية في أنقرة، تركيا. وأذعن بنود، وخدم في منصبه حتى الانقلاب العسكري عام 1954 الذي أطاح بحكومة الشيشكلي.

## بيان مؤلفات
- Haddad، George Meri (1965). Revolutions and Military Rule in the Middle East Volume 2: The Arab States Part I: Iraq, Syria, Lebanon and Jordan. Robert Speller and Sons, Publishers. ISBN:978-0831500603.
- Moubayed، Sami M. (2000). Damascus Between Democracy and Dictatorship. University Press of America. ISBN:978-0-7618-1744-4.
- Moubayed، Sami M. (2006). Steel & Silk: Men & Women Who Shaped Syria 1900-2000. Cune Press. ISBN:1-885942-41-9. مؤرشف من الأصل في 2021-11-08.
- Nowar، Maʾan Abu (2003). The Jordanian-Israeli War 1948-1951: A History of the Hashemite Kingdom of Jordan. Garnet & Ithaca Press. ISBN:9780863722868. مؤرشف من الأصل في 2021-11-08.
- Seale، Patrick (1986). The struggle for Syria: a study of post-war Arab politics, 1945-1958. أي بي توريس. ISBN:9781850430285.